# Marquess of Winchester

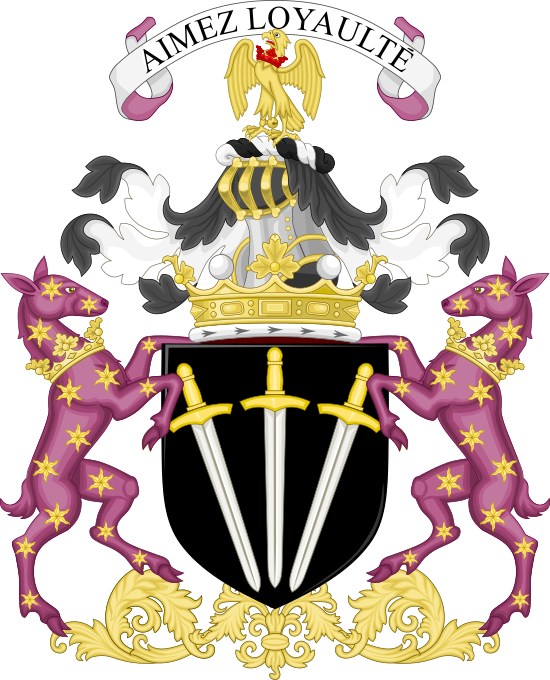
Wappen des Marquess of Winchester

Marquess of Winchester ist ein erblicher britischer Adelstitel in der Peerage of England.
Historischer Familiensitz der Marquesses war unter anderem Basing House in Hampshire.

## Verleihung

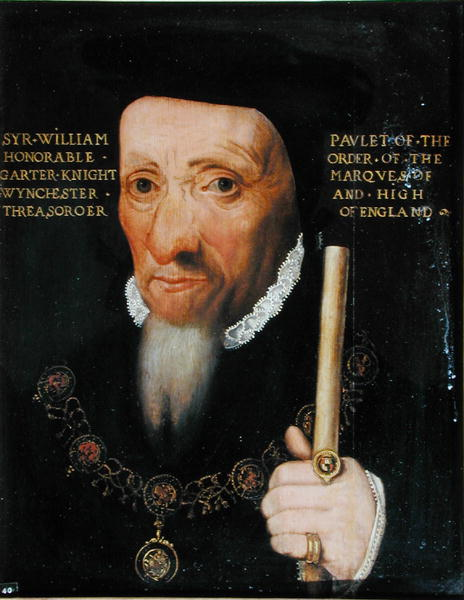
William Paulet, 1. Marquess of Winchester

Der Titel wurde am 11. Oktober 1551 für den Staatsmann William Paulet, 1. Earl of Wiltshire geschaffen, der unter Heinrich VIII. und seinen Kindern von 1550 bis 1572 als Lord High Treasurer diente.

## Nachgeordnete Titel
Der erste Marquess war bereits am 9. März 1539 zum Baron St. John (of Basing) und am 19. Januar 1550 zum Earl of Wiltshire erhoben worden. Beide Titel, die ebenfalls zur Peerage of England gehören, werden heute als nachgeordnete Titel des Marquessats geführt.
Der älteste Sohn des Marquess führt den Höflichkeitstitel Earl of Wiltshire, dessen ältester Sohn denjenigen des Lord St. John.

## Weitere Titel
Der sechste Marquess unterstützte während der Glorious Revolution Wilhelm III. von Oranien und Maria II. Hierfür wurde er am 9. April 1689 zum Duke of Bolton erhoben. Dieser Titel erlosch, als der sechste Duke am 25. Dezember 1794 ohne männliche Abkömmlinge verstarb und die weiteren Titel an einen entfernten Verwandten fielen.
1717 sollte der dritte Duke durch Writ of acceleration, also durch vorzeitige Übertragung eines nachgeordneten Titels seines Vaters, ins House of Lords berufen werden. Durch Verfahrensfehler wurde er jedoch nicht als Lord St. John (of Basing), sondern als Lord Pawlett of Basing berufen, so dass eine neue Baronie entstand. Der Baron erbte dann beim Tod des Vaters dessen Titel. Die neue Baronie erlosch jedoch, als der dritte Duke 1754 ohne eheliche Kinder starb.

## Liste der Marquesses of Winchester

### Marquesses of Winchester (1551)
- William Paulet, 1. Marquess of Winchester (1483/85–1572)
- John Paulet, 2. Marquess of Winchester (1517–1576)
- William Paulet, 3. Marquess of Winchester (1535–1598)
- William Paulet, 4. Marquess of Winchester (1560–1628)
- John Paulet, 5. Marquess of Winchester (1598–1674)
- Charles Paulet, 1. Duke of Bolton, 6. Marquess of Winchester (1625–1699)
- Charles Paulet, 2. Duke of Bolton, 7. Marquess of Winchester (1661–1722)
- Charles Paulet, 3. Duke of Bolton, 8. Marquess of Winchester (1685–1754)
- Harry Powlett, 4. Duke of Bolton, 9. Marquess of Winchester (1691–1759)
- Charles Paulet, 5. Duke of Bolton, 10. Marquess of Winchester (1718–1765)
- Harry Paulet, 6. Duke of Bolton, 11. Marquess of Winchester (1720–1794)
- George Paulet, 12. Marquess of Winchester (1722–1800)
- Charles Paulet, 13. Marquess of Winchester (1765–1843)
- John Paulet, 14. Marquess of Winchester (1801–1887)
- Augustus Paulet, 15. Marquess of Winchester (1858–1899)
- Henry Paulet, 16. Marquess of Winchester (1862–1962)
- Richard Paulet, 17. Marquess of Winchester (1905–1968)
- Nigel Paulet, 18. Marquess of Winchester (1941–2016)
- Christopher Paulet, 19. Marquess of Winchester (* 1969)

Titelerbe (Heir apparent) ist der älteste Sohn des jetzigen Marquess, Michael John Paulet, Earl of Wiltshire (* 1999).